# Idalina Azevedo da Silva
Idalina Azevedo da Silva (Rio de Janeiro, 1942)  é uma escritora, poeta e tradutora brasileira.

## Biografia
Graduou-se em Letras Anglo-Germânicas pela UFRJ, onde também fez o mestrado e o doutorado em Ciência da Literatura.
Ganhou o Prêmio Secretaria de Educação da Bahia, em 1969, pelo livro de contos Minhas Estórias - Mini Estórias. Seu primeiro romance, O Tempo Físico, foi o vencedor do Prêmio Machado de Assis da Biblioteca Nacional em 2007.

## Obras
- 1970 - Minhas Estórias - Mini Estórias (Mensageiro da Fé) - Contos
- 1994 - O Semeador e Outras Canções de Aviso (Leviatã) - Poesia
- 2000 - A Morada - uma Leitura do Livro dos Salmos (Teatral) - Poesia
- 2007 - O Tempo Físico (Scortecci) - Romance